# Wiley (Colorado)
Wiley es un pueblo ubicado en el condado de Prowers en el estado estadounidense de Colorado. En el Censo de 2010 tenía una población de 405 habitantes y una densidad poblacional de 448,06 personas por km².

## Geografía
Wiley se encuentra ubicado en las coordenadas 38°9′21″N 102°43′9″O / 38.15583, -102.71917. Según la Oficina del Censo de los Estados Unidos, Wiley tiene una superficie total de 0.9 km², de la cual 0.9 km² corresponden a tierra firme y (0%) 0 km² es agua.

## Demografía
Según el censo de 2010, había 405 personas residiendo en Wiley. La densidad de población era de 448,06 hab./km². De los 405 habitantes, Wiley estaba compuesto por el 82.96% blancos, el 0.74% eran afroamericanos, el 0% eran amerindios, el 0.49% eran asiáticos, el 0.25% eran isleños del Pacífico, el 13.83% eran de otras razas y el 1.73% pertenecían a dos o más razas. Del total de la población el 25.19% eran hispanos o latinos de cualquier raza.